# Quasikristal

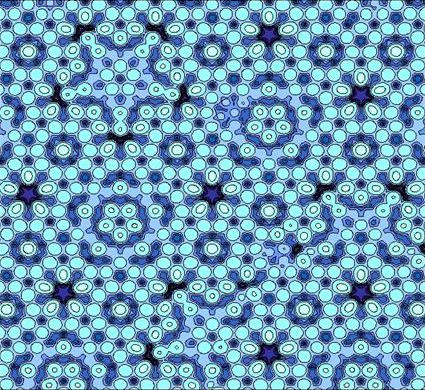
Kristallijne structuur van Ag-Al-quasikristal.

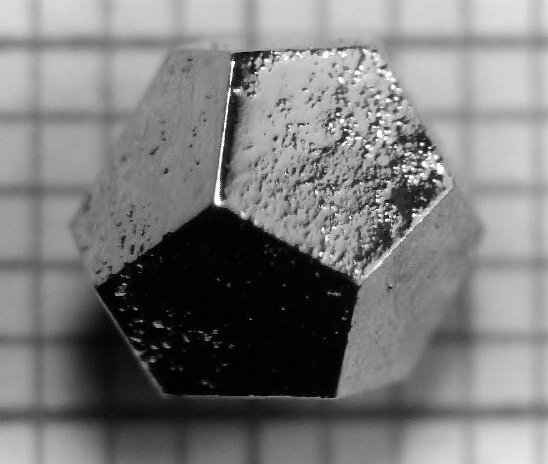
Foto van een Ho-Mg-Zn-quasikristal.

Quasikristallen zijn kristallen waarin de atomen in een schijnbaar regelmatige maar in werkelijkheid in een aperiodieke structuur gerangschikt zijn. Er is met andere woorden geen repetitief structureel gedeelte in herkenbaar, zoals bij normale kristallen wel het geval is, maar er zit wel enige regelmaat in de structuur. In quasikristallen komt immers een 5- of 10-voudige symmetrie voor (zoals een 10-tallige rotatie-as). Dit is echter onmogelijk bij gewone kristallen, waar enkel 1-, 2-, 3-, 4- of 6-tallige rotatie-assen voorkomen.
De structuur werd door experimenteel onderzoek op 8 april 1982 ontdekt door Daniel Shechtman, die daarvoor in 2011 de Nobelprijs voor de Scheikunde ontving.  Shechtman had een gesmolten mengsel van aluminium en mangaan extreem snel afgekoeld en de structuur ervan onderzocht met een elektronenmicroscoop. Daaruit concludeerde hij dat het materiaal op atomair niveau een 5-voudige symmetrie vertoonde. Tot dan toe werd verondersteld dat kristallen deze vorm van symmetrie niet konden bezitten. Paul Steinhardt en Dov Levine hebben in 1984 een grote bijdrage geleverd aan de opheldering van de structuren.